# Pentti Toivola
Pentti Toivola (né le 7 janvier 1945 en Finlande - mort en janvier 2012) est un joueur de football et de bandy finlandais.
Il est connu pour avoir fini meilleur buteur du championnat de Finlande lors de la saison 1971 avec 17 buts.